# Naissance en 1309
Naissance
- 1305
- 1306
- 1307
- 1308
- 1309
- 1310
- 1311
- 1312
- 1313

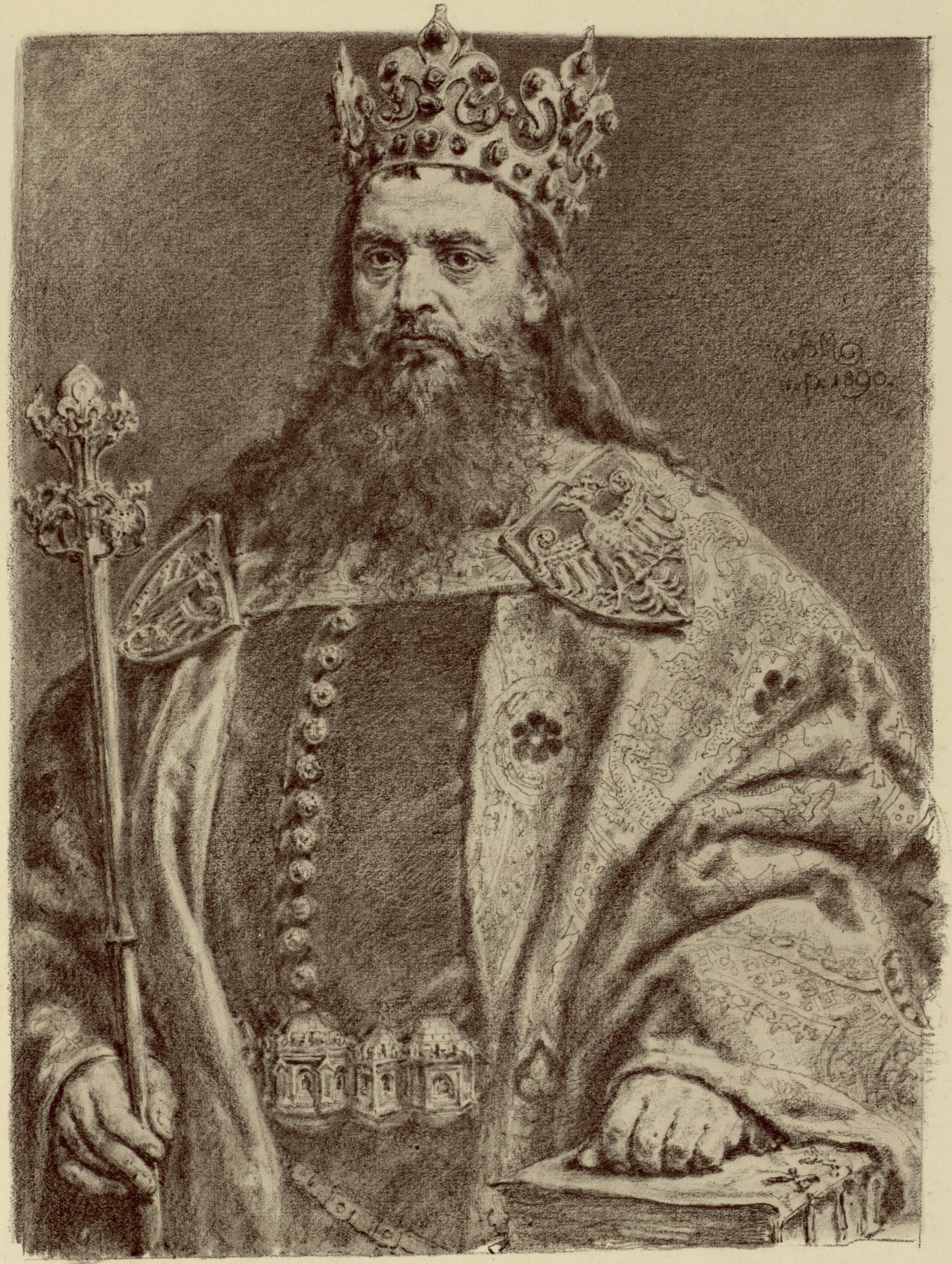
Casimir III de Pologne, né en 1309.

Cette page dresse une liste de personnalités nées au cours de l'année 1309  :
- 30 avril : Casimir III de Pologne, roi de Pologne.
- 9 juin : Robert Ier du Palatinat, électeur palatin.

- Giovanni d'Amelia, cardinal italien.
- Marguerite Ire de Bourgogne, princesse du royaume de France, comtesse de Bourgogne et comtesse d'Artois.
- Jeanne II de Dreux, comtesse de Dreux.
- Guillaume de Poitiers, évêque de Langres.
- Marie de Valois, duchesse consort de Calabre.
- Guigues VIII de Viennois, ou Guigues V de la Tour-du-Pin, dauphin de Viennois.

date incertaine (vers 1309)
- Pierre Amielh de Brenac, ou Amiel de Sarcenas et de Grâce, dit le cardinal d'Embrun, cardinal français.